# Feu de circulation
Pour les articles homonymes, voir Feu (homonymie), Feu rouge et Feu rouge clignotant.
 (avril 2021).

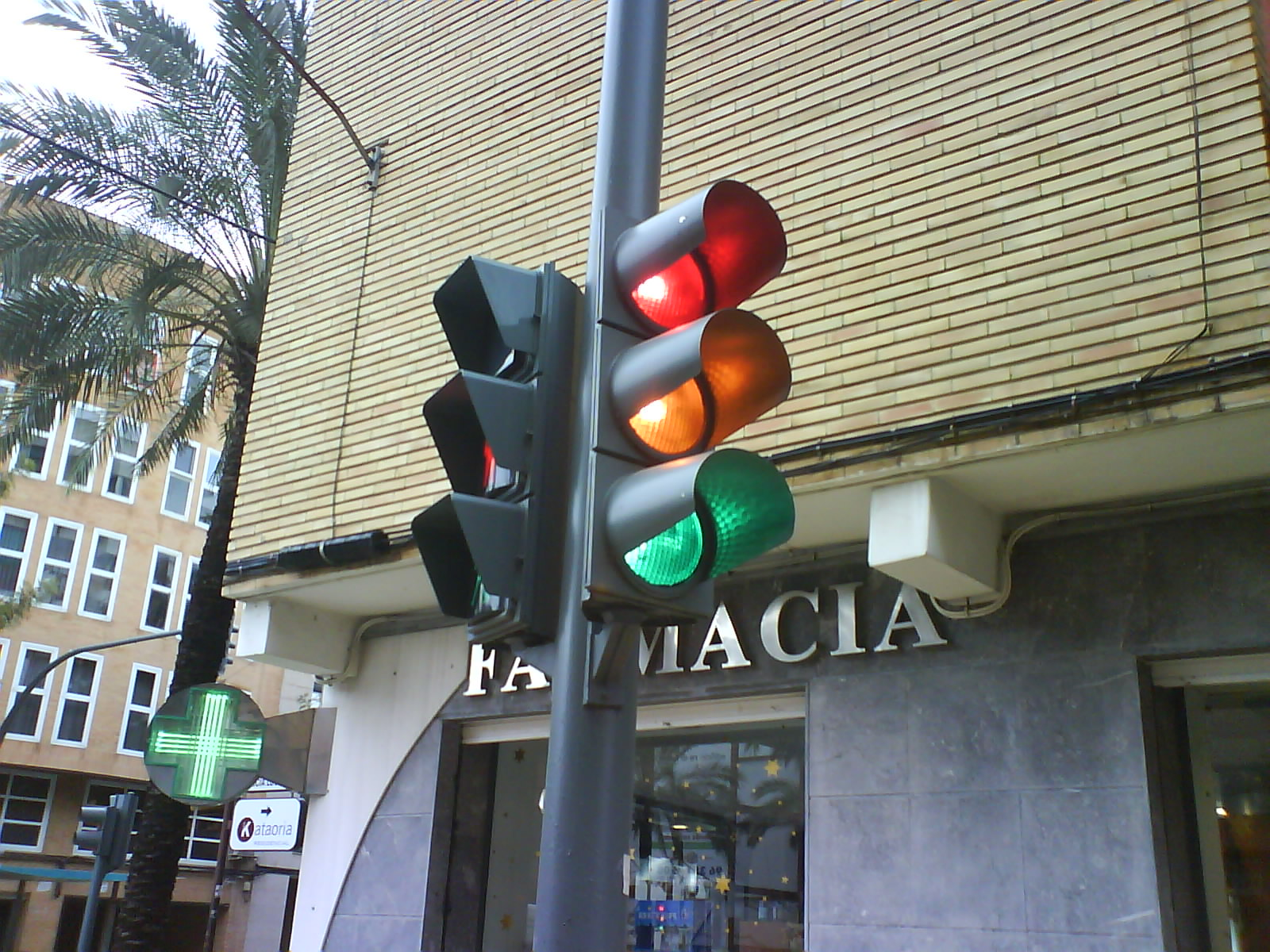
Les trois états d'un feu tricolore.

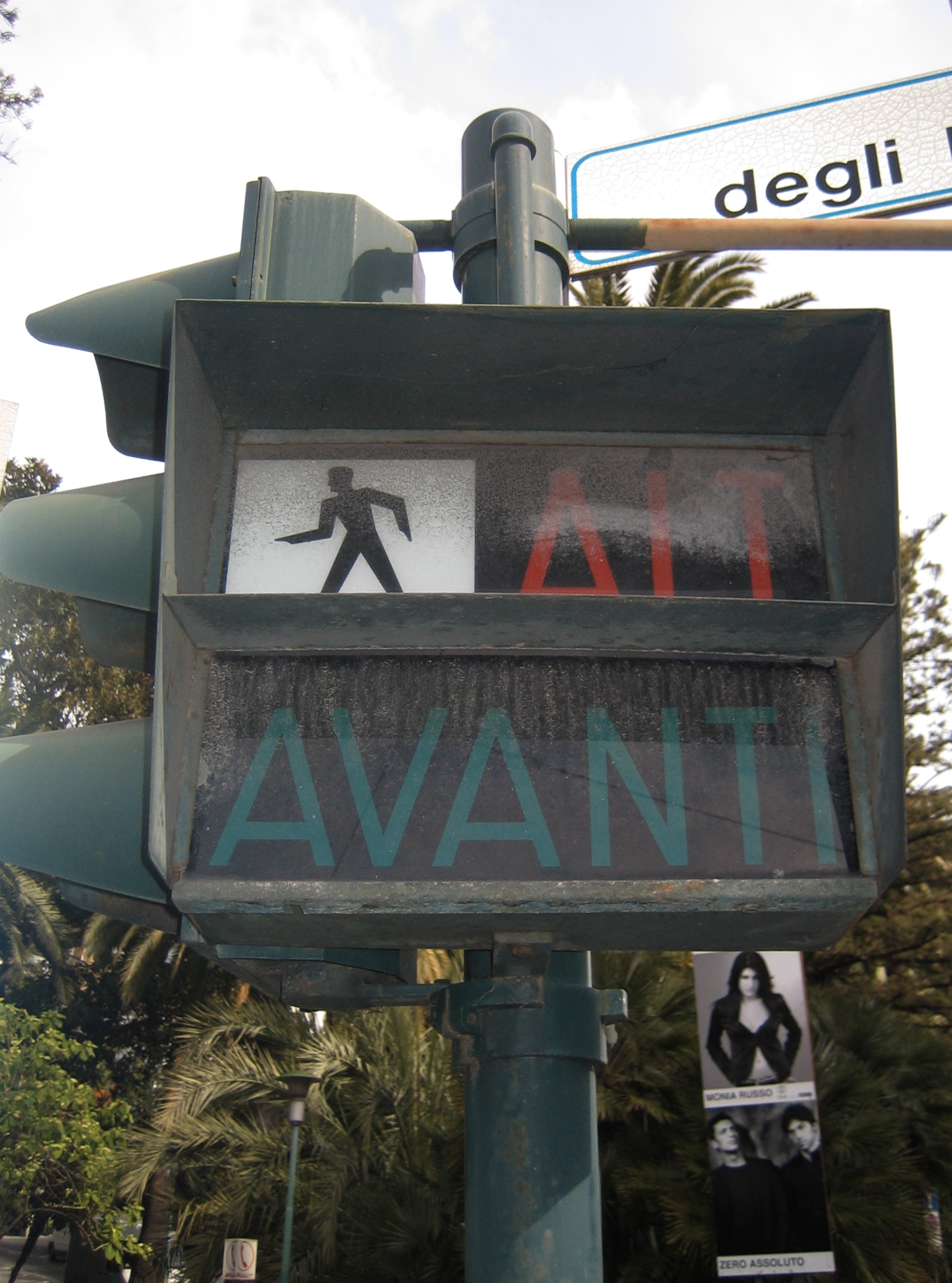
Un feu destiné aux piétons en Italie.

Un feu de circulation routière, aussi appelé feu tricolore est un dispositif permettant la régulation du trafic routier entre les usagers de la route, les véhicules et les piétons. Pour les professionnels de la voirie, c'est une SLT (Signalisation Lumineuse Tricolore).
Les feux destinés aux véhicules à moteurs sont généralement de type tricolores choisis pour leur conspicuité – leur remarquabilité – auxquels peuvent s'ajouter des flèches directionnelles. Ceux destinés aux piétons sont bicolores et se distinguent souvent par la reproduction d'une silhouette de piéton. Les feux tricolores pour cyclistes se distinguent par la reproduction d'une bicyclette.
En Europe, la convention européenne sur la signalisation routière (convention de Vienne sur la signalisation routière) de 1968, à laquelle se sont depuis ralliés de nombreux États, contient des dispositions qui fixent les catégories, formes et couleurs des signaux routiers, dont les signaux lumineux.
Un carrefour à feux tricolores est commandé par un contrôleur de feux, appareil électronique de contrôle/commande.

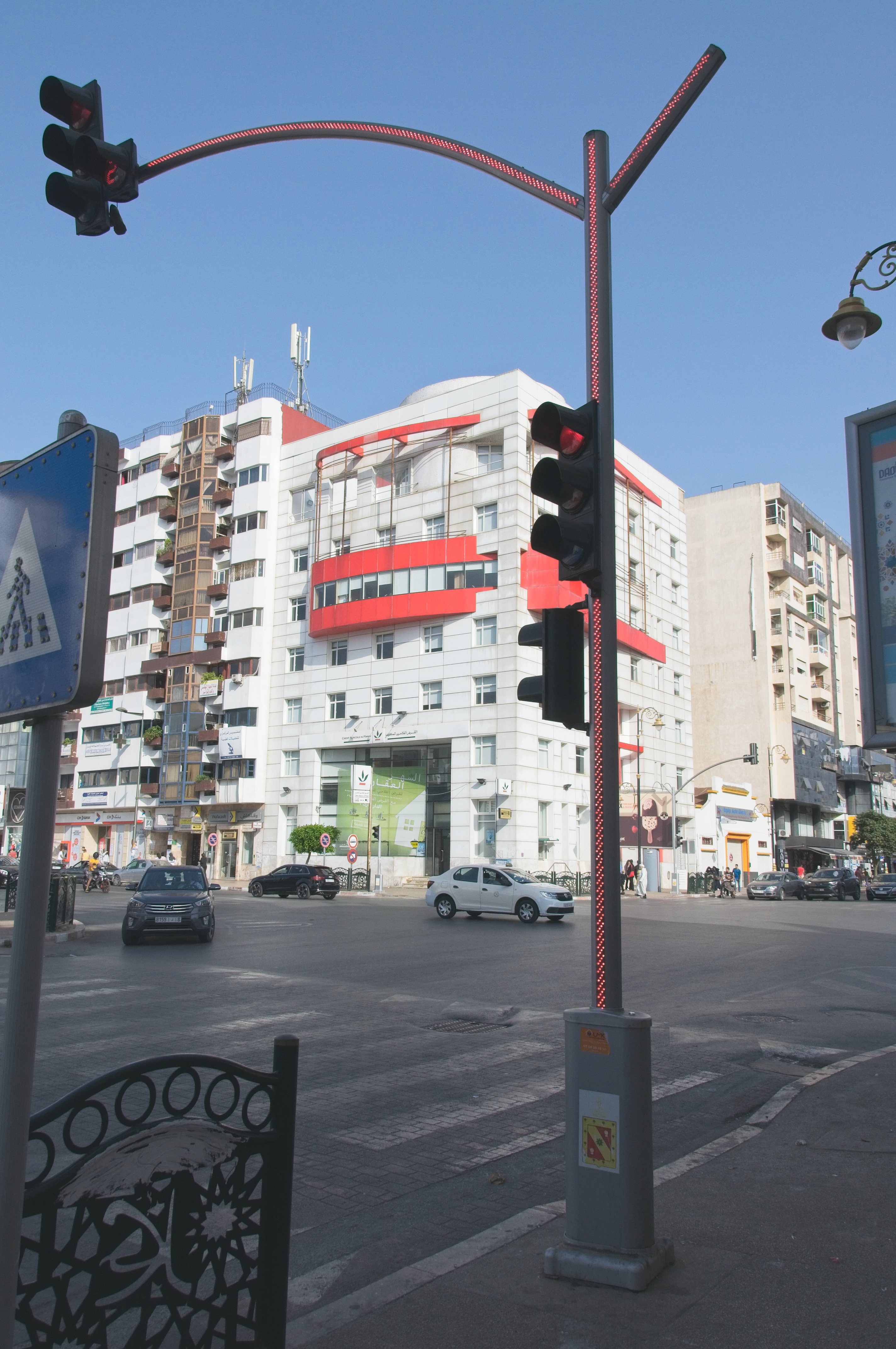
Un feu tricolore dans le centre-ville de Kenitra, Maroc.

Les feux sont généralement déclinés à partir de deux couleurs de base : le rouge pour fermer, le vert (ou encore le bleu plus rarement) pour ouvrir. Le jaune-orangé est également utilisé et sert à signaler le passage du feu vert au feu rouge (et aussi, dans certains pays, du feu rouge au feu vert). Ces couleurs ont l'avantage d'être très différentes, sauf pour la plupart des daltoniens ; mais, pour eux, la position du feu (en haut, au milieu, en bas ; ou parfois à gauche, au milieu, à droite) prend toute sa signification.

## Historique
Le principe d'utiliser des disques rouges pour arrêter les trains est ancien et existait déjà en 1868.
Bien qu’il existe très peu de sources historiques sur les signaux routiers, il semblerait que ce soit à Londres, au coin de Bridge Street et de Palace Yard, le 10 décembre 1868, qu’un feu de signalisation pour les trains, mis au point par l'ingénieur spécialiste de la signalisation ferroviaire J. P. Knight (en), ait été utilisé pour la première fois, sous la forme d’une lanterne à gaz pivotante aux couleurs complémentaires rouge et vert. Un agent de police était chargé de le manœuvrer (celui-ci est grièvement blessé le 2 janvier 1869).
Aux États-Unis, les premiers feux électriques — bicolores — sont installés à Cleveland à l'intersection de la 105e rue et de l'avenue Euclide, le 5 août 1914, au début de la Première Guerre mondiale.
Ce n’est que bien plus tard, en 1920, à Détroit au Michigan, que les feux, après leur généralisation, sont devenus tricolores par l’adjonction d’une phase intermédiaire marquée par la couleur jaune-orangé. Le choix de ces couleurs, loin d'être de simples convenances arbitraires, repose sur la connaissance du pouvoir suggestif que la couleur exerce sur l'émotivité et l'attention (rouge-orange pour les signaux de danger et d'interdiction, vert pour la couleur complémentaire).
En France, l'inventeur du feu de circulation est Léon Foenquinos, lequel le décrit ainsi dès 1920 : « on installera, aux angles des croisements de rues, des poteaux ayant trois mètres de hauteur, sur lesquels seront fixés des signaux électriques lumineux et sonores (…) ». Léon Foenquinos diffusa ses idées et céda toutes ses inventions à la France par amour de son pays.
En France, le 7 mai 1923, au croisement des boulevards Saint-Denis et de Sébastopol, à Paris, est mis en service un feu de signalisation équipé d'une sonnerie : c'est le premier feu à être installé en France.
L'historien Gérard Noiriel, dans une chronique sur France Culture soulignant l'intérêt de toujours remonter aux sources, mentionne un article du journal Le Petit Parisien, pour lequel ce feu était un « gros phare automobile où, sur un verre dépoli, se détache le mot Halte! en lettres rouges », ce qui implique que le lien entre la couleur rouge et l'obligation d'arrêt n'était pas encore intériorisée par tous les Parisiens.
En 1926, le nombre de carrefours parisiens équipés de « signaux de carrefour » passe de six à neuf. Ces installations comportent « un phare qui peut être allumé ou éteint à volonté [par un agent de service au carrefour], faisant apparaître ou disparaître l'inscription « halte » en lettres blanches sur fond rouge. Chaque phare est muni d'une sonnerie » (qui sert à prévenir conducteurs et piétons que le feu va passer au rouge). L'inscription « halte » a déjà disparu dans les appareils en cours de fabrication.
En 1933, des systèmes à disque bicolores (vert/rouge) continuent à être installés.
Les feux tricolores apparurent après la ratification (par la loi du 3 juillet 1934) de la convention internationale de Genève concernant l'unification des signaux (signée le 30 mars 1931). Un article du Quotidien de janvier 1935 précise que la transformation des feux « consiste en la suppression des sonneries et son [sic] remplacement par des feux de couleur jaune destinés à prévenir les conducteurs de voitures que la circulation va être arrêtée au moment où s’allumera le feu rouge. Enfin, le feu vert indique que la voie est libre. Aux carrefours sans agents, des signaux jaunes à feu clignotant rappellent aux conducteurs la prudence. Ils fonctionnent automatiquement ».
À partir des années 2000, on peut voir des feux tricolores dont les ampoules sont remplacées par des diodes électroluminescentes et qui affichent le décompte des secondes restant avant le prochain changement d'état.

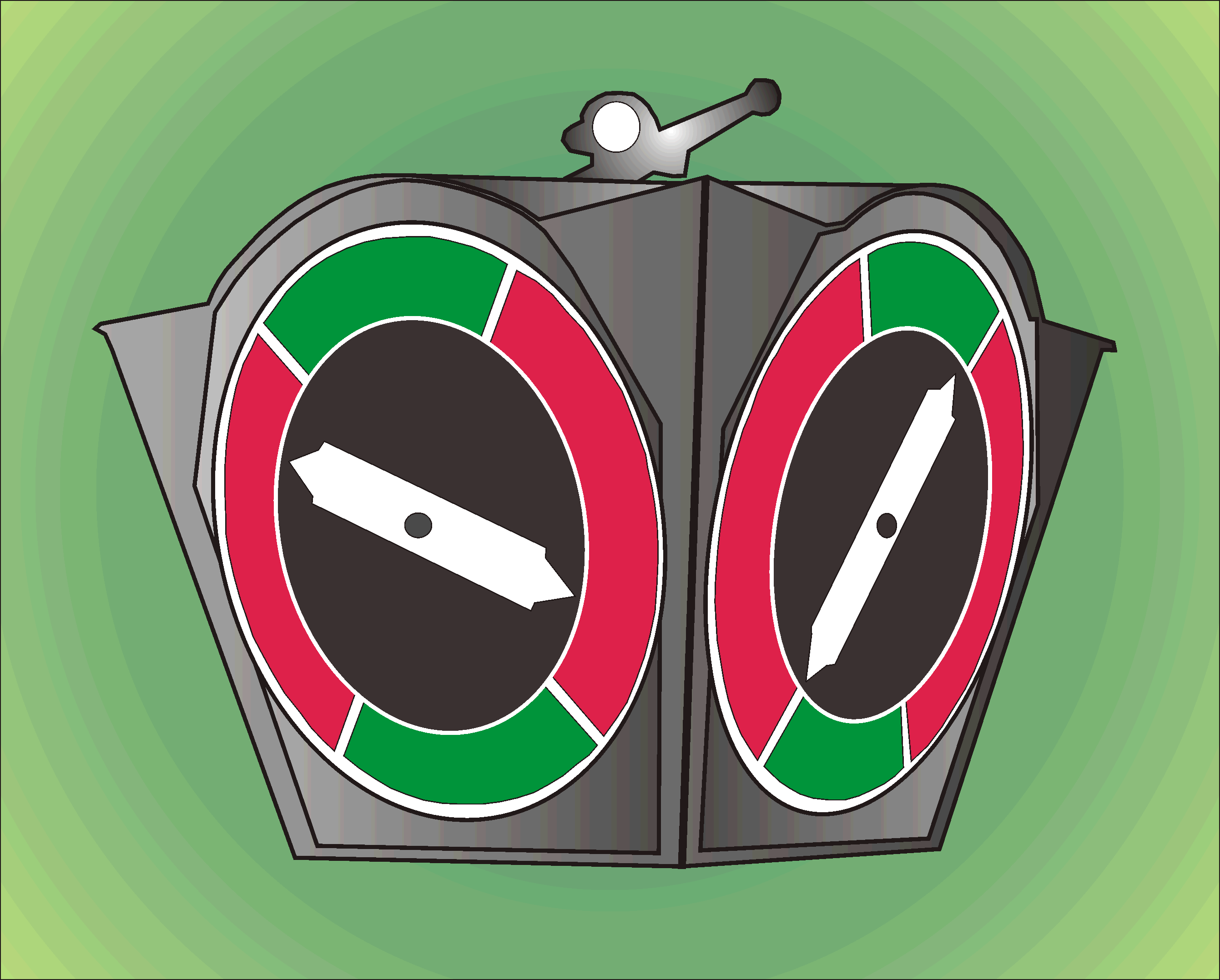
L'ancêtre des feux tricolores.
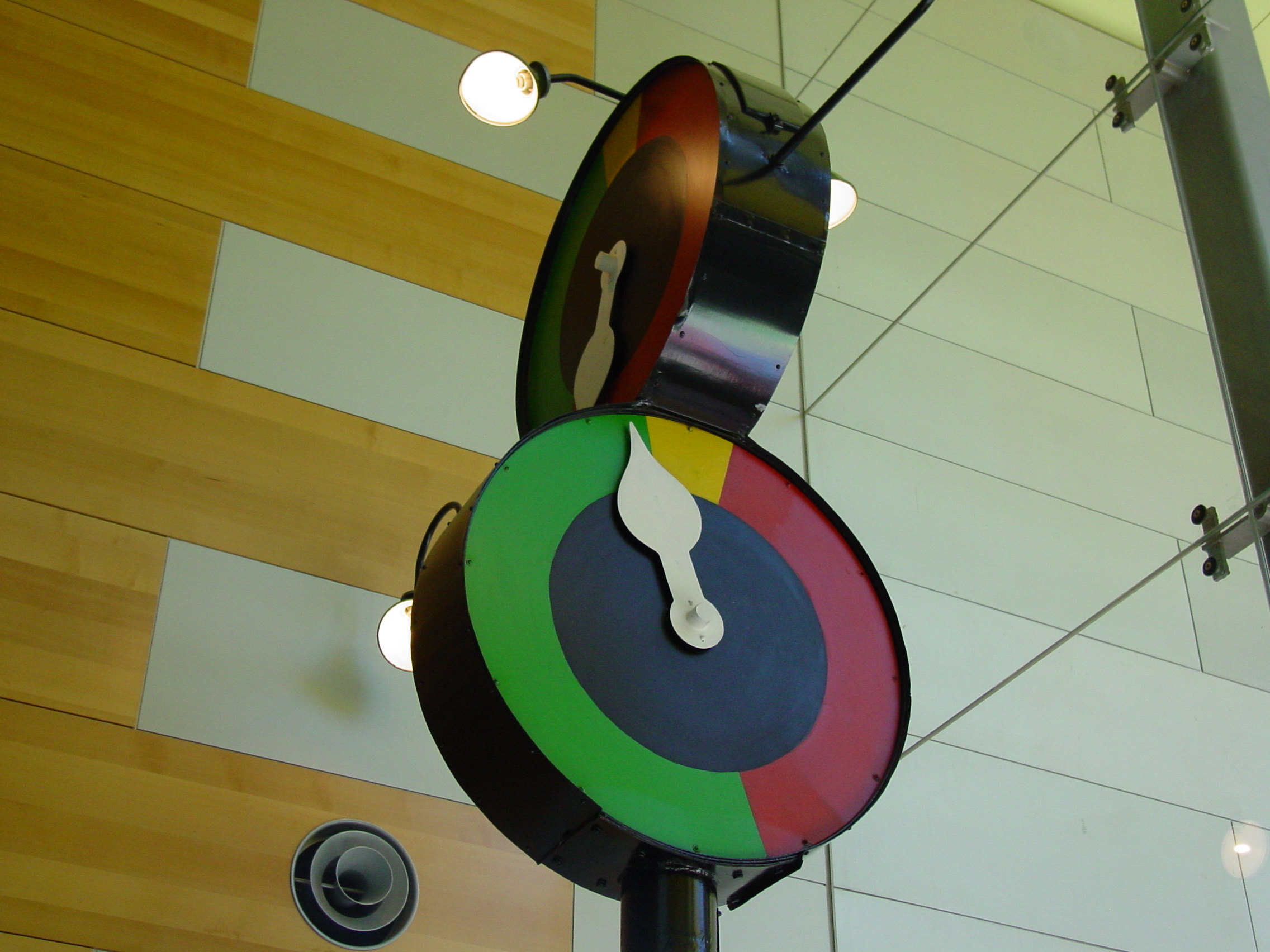
Musée de Melbourne.

## Objectifs et domaine d'emploi
L'emploi des feux de circulation a pour but d'assurer la sécurité de tous les usagers de la voirie, piétons et conducteurs, et de faciliter l'écoulement des flux de circulation denses.
On peut citer comme exemples d'emploi :
- la gestion de la circulation aux intersections ;
- la traversée des piétons, autour des intersections gérées par des feux et les moments où la circulation est plus intense ou lorsque le sentiment d'insécurité des piétons est important ;
- l'exploitation par sens uniques alternés d'une section où le croisement est impossible ou dangereux (ouvrage d'art étroit, emprise de travaux, etc.) ;
- l'affectation de certaines voies d'une chaussée à un sens de circulation en fonction des besoins, ou leur condamnation momentanée ;
- le contrôle d'accès à certaines voies rapides ;
- la gestion d'un point de contrôle des personnes ou des véhicules nécessitant leur arrêt (péage) ;
- la protection d'obstacles intermittents (passages à niveau, traversées de voies de tramways, ponts mobiles, passages d'avions, avalanches, etc.).

## Principe
Aux intersections, un feu tricolore de couleur rouge indique que tous les usagers de cet axe doivent s’arrêter à proximité immédiate du feu, en général sur une ligne, tracée au sol et à défaut à l’aplomb du feu de signalisation pour les automobilistes et les cyclistes ou matérialisée par un trottoir pour les piétons. Ceci laisse le temps à différents usagers de passer en évitant de bloquer certaines voies de circulation.

## Séquences de feux
Il existe trois principales séquences de feux. 

### Feux de signalisation à trois états

Feux de signalisation à trois états

Séquence utilisée en France, en Espagne, au Portugal, en Corée du Sud, en Albanie, en Italie, au Japon, à Singapour, en Viêt Nam, en Grèce, aux États-Unis, au Canada, en Amérique latine (excepté la Colombie et l'Argentine), en Afrique, en Australie, en Nouvelle-Zélande, en Roumanie, au Sénégal, en Belgique, aux Pays-Bas, en Irlande et au Luxembourg.
Rouge« Tout conducteur doit marquer l'arrêt absolu devant un feu de signalisation rouge, fixe ou clignotant. »
Vert« Les feux de signalisation verts autorisent le passage des véhicules […]. », sous certaines conditions (priorité aux piétons, passage dégagé, autres véhicules[source insuffisante])
Orange« Tout conducteur doit marquer l'arrêt devant un feu de signalisation jaune fixe, sauf dans le cas où, lors de l'allumage dudit feu, le conducteur ne peut plus arrêter son véhicule dans des conditions de sécurité suffisantes. » Mais en Corée du Sud, lorsque le feu orange est allumé, les véhicules ne peuvent pas franchir la ligne d'arrêt ni entrer dans l'intersection, même s'ils ne peuvent pas s'arrêter en toute sécurité lorsque le feu s'allume. Cela a été réaffirmé par l’arrêt de la Cour suprême de Corée en mai 2024. De nombreuses critiques ont été formulées en Corée du Sud, affirmant que cela serait irréaliste et déraisonnable. De plus, cela peut provoquer de multiples collisions dues à un freinage brusque,.

#### Même séquence en ajoutant le vert clignotant
Aux Emirats, en Chine et en Malaisie, le feu rouge passe directement au vert. Le feu vert est clignotant quelques secondes avant le passage au feu orange.

### Feux de signalisation à quatre états

Feu de signalisation à quatre états

Séquence utilisée en Norvège, en Suède, au Danemark, en Islande, au Royaume-Uni, en Allemagne, en Pologne, en Finlande, en Suisse, en République tchèque, en Slovaquie, en Hongrie, en Slovénie, en Croatie, en Bosnie-Herzégovine, en Serbie, en Turquie, en Israël, en Chine et au Canada. Elle est également utilisée en Colombie et en Argentine.
Le deuxième état, jaune bref sans extinction du rouge, permet aux conducteurs de se préparer à démarrer mais n'autorise pas le passage.
En Italiele jaune clignote avec le vert pour prévenir du passage au rouge.
Au Canadaune flèche verte peut être présente en plus des trois feux de couleur, indiquant la priorité pour un virage (généralement à gauche). La priorité de virage à gauche est souvent indiquée simplement par le clignotement du feu vert, d'une durée limitée, lors du passage du feu rouge au feu vert (la circulation à contre-sens est alors maintenue au feu rouge).
Au Royaume-Unicomme au Canada, une flèche verte peut être présente en plus des trois feux de couleur, indiquant la priorité pour un virage (généralement à gauche). Aussi, à quelques passages pour piétons, au lieu du deuxième état, le jaune clignote seul (sans le rouge) indiquant la priorité pour piétons déjà sur le passage.

### Feux de signalisation à cinq états
Séquence utilisée en URSS et dans les pays qui en sont issus (sauf en Lettonie), en Autriche, en Serbie, en Bosnie-Herzégovine, en Macédoine du Nord. Elle est également utilisée en Slovaquie même si certains feux sont encore à quatre états.
L'état supplémentaire, vert clignotant entre les états du vert et du jaune, prévient la fin de l'état vert.

## Feux spécialisés
Des feux spécialisés peuvent être utilisés pour réguler soit une catégorie précise d'usagers, soit une partie précise du trafic.
- Cyclistes Figure 1
- Piétons Figure 2
- Transports en commun (tramway, bus…) Figure 3
- Véhicules allant dans une direction précise Figure 4

Il existe également des feux permettant de passer dans une direction donnée ; ou encore de laisser passer certains véhicules avant les autres. Figure 5
Le feu rond est généralement remplacé par un symbole lumineux tel que des flèches directionnelles, la silhouette d'un piéton, d'une bicyclette, etc. Pour un tramway, il est remplacé par des barres verticales (correspondant au vert), obliques (même signification mais indique en outre un changement de direction) ou horizontales (correspondant au rouge). Figure 6
Ces feux peuvent être simplifiés (séquence à deux états) voire codés différemment (transports en commun).
Ils peuvent aussi être utilisés pour indiquer l'état d'un aiguillage au chauffeur d'un tramway, exemple Figure 7 :
- Losange : indique au chauffeur que son véhicule en approche a bien été détecté et que celui-ci disposera d'une priorité en temps et en heure comme prévu (assurée par le contrôleur).
- Point d'exclamation : prévient d'un changement d'état à venir de la ligne (passages d'ouverture à fermeture, ainsi que de fermeture à ouverture).

Actuellement, en France, ces signaux ne sont pas normalisés au niveau des couleurs, de la présence de clignotements, des durées, etc.

Figure 1
Figure 2
Figure 3
Figure 4
Figure 5 (les traits autour du feu signifient qu'il clignote).
Figure 6
Figure 7 Ici, le tramway de Bordeaux

### Feux à décompte

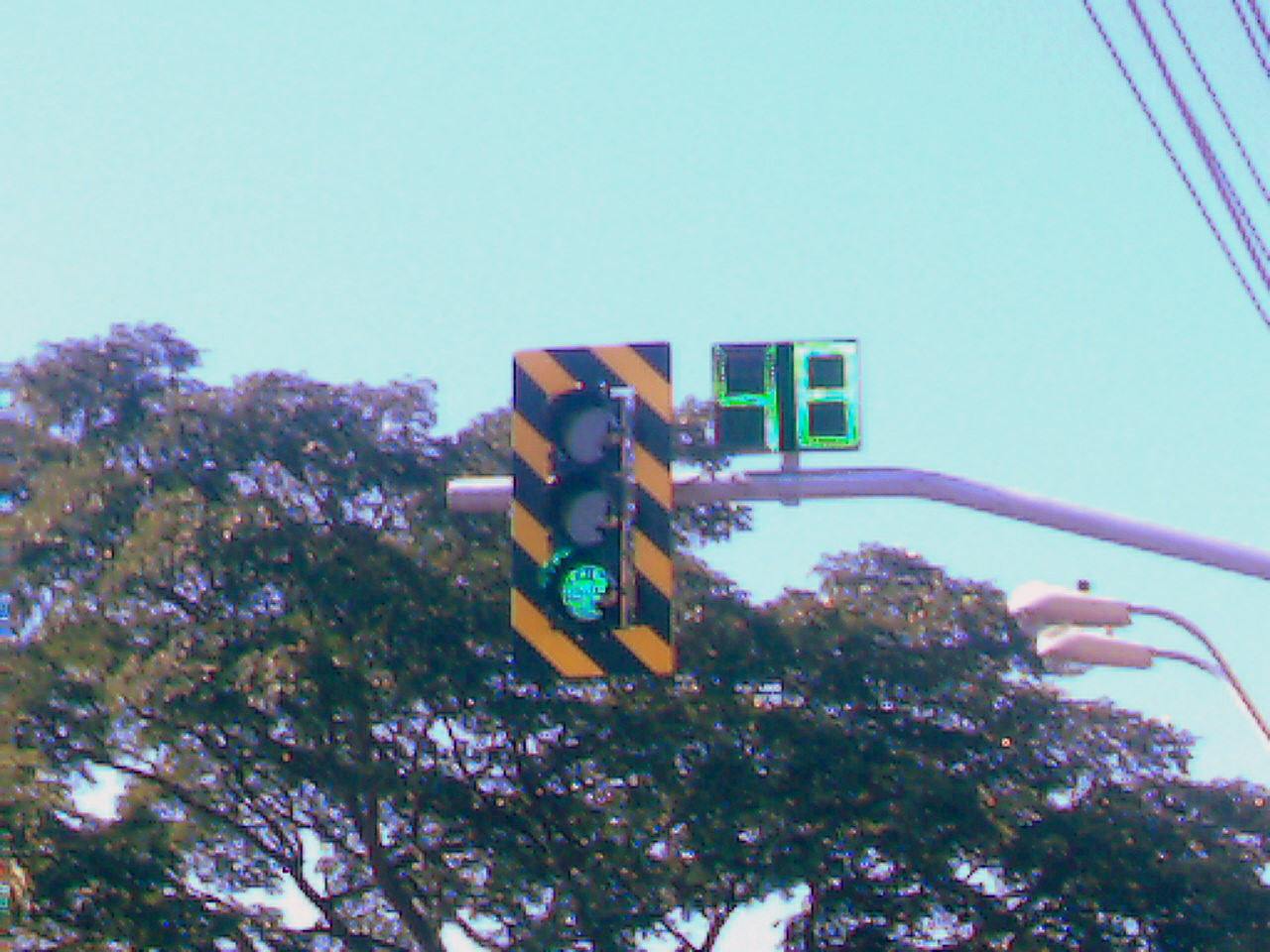

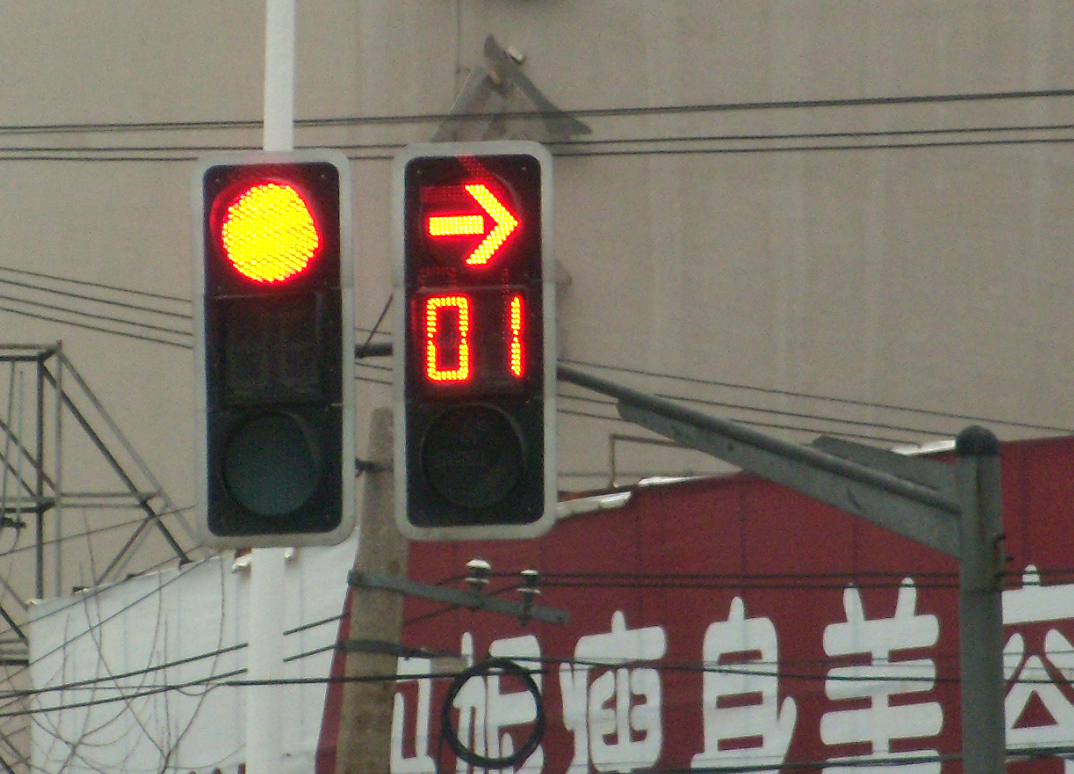
Chine. Feu à décompte.

Utilisé surtout en Asie (Thaïlande, Vietnam, Chine, etc.), et également dans les pays nordiques, en Arménie, en Géorgie et en Russie ou encore en Pologne ou aux États-Unis, mais aussi en Europe de l'ouest dans la principauté de Monaco à certaines intersections, un décompte en secondes peut s'afficher à proximité du feu pour indiquer le temps restant avant le changement d'état. Ce décompte est souvent de la couleur de l'état en cours et est sur deux caractères (le nombre 99 est affiché quand le temps restant est supérieur à 99 secondes).
On trouve aussi parfois cette indication sur la signalisation lumineuse mobile de chantiers routiers temporaires, notamment en France.

## Gestion du trafic, sécurité et environnement
En voirie urbaine, les feux tricolores permettent de réguler et sécuriser les flux denses de véhicules rapides, à condition d'être utilisés et réglés avec pertinence.

### Bénéfices

#### Bénéfices supposés pour la sécurité
En imposant l'arrêt total aux usagers susceptibles de croiser leur trajectoire, les feux de circulation sont supposés permettre aux usagers observant le feu vert de franchir en toute sécurité les intersections de voirie.
Idéalement, la synchronisation adéquate des feux sur un axe de circulation permet de créer des « ondes vertes » qui facilitent la traversée rapide de zones urbaines. La réduction des cycles freinage (- arrêt) - accélération améliore le confort de conduite et réduit la consommation de carburant.
Ce point est toutefois débattu, de nombreuses études ayant mis en évidence une amélioration la sécurité liée à la suppression des feux, les conducteurs étant plus attentifs et prudents à l'approche d'un carrefour sans feux.

#### Régulation du trafic
Sur des axes rapides à fort trafic, ils facilitent et sécurisent l'insertion des véhicules provenant d'axes secondaires et la traversée des piétons. Les feux tricolores peuvent également réguler l'affluence à des intersections régies par d'autres régimes de priorité. Couplés à des détecteurs de vitesse, ils peuvent forcer un ralentissement important sur un axe de transit qui traverse une petite agglomération ou un quartier, pour la tranquillité et la sécurité des riverains.
Les feux tricolores sont particulièrement adaptés à la gestion du trafic dense et rapide engendré par les véhicules motorisés sur des axes importants en agglomération. Ils sont très rarement pertinents en rase campagne ou dans les zones à trafic apaisé (zones 30, zones de rencontre), où d'autres régimes de priorité sont plus efficaces.

### Limites et inconvénients
L'emploi des feux de circulation doit être limité à la régulation de trafic et, sur certains axes, au confort de conduite des usagers.

#### Faux sentiment de sécurité
Le feu de circulation peut parfois donner un faux sentiment de sécurité, alors qu'un tiers des accidents urbains se produisent au franchissement de feu rouge.
Les feux de circulation sécurisent le franchissement d'une intersection à plus de 30 km/h, et des accidents graves peuvent survenir s'ils ne sont pas observés correctement. De plus, les feux en phase verte incitent les usagers à rouler en survitesse pour franchir l'intersection avant la fin de la phase verte, ce qui accroît l'insécurité des usagers plus lents (ex. cyclistes), les nuisances sonores et la consommation d'énergie.

#### Difficulté de réglage
La multiplicité des usages de la voirie (piétons, cyclistes, motorisés, transports en commun…) peut rendre le réglage et la synchronisation des feux de circulation d'un axe ou d'un quartier très complexe, et parfois insatisfaisante pour tout ou partie d'entre eux. Par exemple, une voirie urbaine sur laquelle les feux sont synchronisés en onde verte à 40 km/h est bien adaptée au trafic motorisé privé, mais porte préjudice aux autobus urbains qui ont des arrêts fréquents et aux cyclistes qui circulent moins vite.
Pour être efficace, le réglage des phases doit être adapté à la variation de la circulation, en particulier aux heures de trafic réduit où le caractère régulateur du système de feux tricolores disparaît, et l'arrêt imposé ressenti comme injustifié, en plus de parfois causer une surconsommation d'énergie. Une solution souvent retenue est d'installer des détecteurs de véhicules pour actionner certains feux au débouché de branches secondaires ou à des heures de faible trafic, ou des boutons déclencheurs pour les piétons et, éventuellement, les cyclistes. Certains feux tricolores peuvent être donc sous arrêt momentané de quelques heures au maximum en cas de circulation inactive.

#### Pollution
D'après plusieurs études, les feux de circulation seraient responsables de la moitié des files et donc de la moitié de la pollution, et des feux mal réglés peuvent entraîner le triplement de la consommation de carburant, donc les émissions de CO2, lorsque la circulation est encombrée ou trop peu dense,.

#### Coût
Les feux de signalisation ont en France un coût annuel estimé entre 1 500 et 4 500 euros, comprenant l'usage, l'énergie et la maintenance.

### Suppressions
Des études et des expérimentations semblent prouver que la suppression de feux à certains croisements augmenterait la fluidité du trafic et réduirait le nombre d'accidents. Une interprétation serait que le conducteur deviendrait plus vigilant et aborderait le carrefour à une vitesse plus réduite. De ce fait, certaines villes comme Paris, Nantes, Rouen, Niort, Bordeaux, Abbeville se sont engagées dans le diminution du nombre de feux de croisement, notamment en zone 30. À Philadelphie, aux États-Unis, la suppression de feux de croisement a permis une réduction des accidents de 25 %.
L'une des villes pionnières dans le retrait des feux rouges a été Drachten aux Pays-Bas. La ville de Bordeaux prévoit de suivre cet exemple et de supprimer 300 feux de croisement.
D'autre part, des études sont menées pour concevoir des voitures « intelligentes » capables de dialoguer entre elles et avec le carrefour pour réguler leur vitesse.

## Autres particularités nationales
En Europe, il est recommandé que le feu jaune doit durer entre trois et cinq secondes, et les feux doivent permettre le passage d'un véhicule haut de 2 mètres 10.
Dans l'UE, le non-respect du feu rouge fait partie des infractions pouvant être échangées entre les pays membres dans le cadre de la Directive (UE) 2015/413 du Parlement européen et du Conseil du 11 mars 2015 facilitant l'échange transfrontalier d'informations concernant les infractions en matière de sécurité.

### Allemagne
En République démocratique allemande, une flèche verte peinte placée à côté du feu rouge autorisait à tourner à droite à un croisement lorsque le feu était au rouge. Lors de la réunification allemande, ce principe qui n'existait pas auparavant dans l'Allemagne de l'Ouest a été repris à certains carrefours, mais n'est pas la règle générale. Il existe en lumineux (l'exemple de droite sur l'image) pour qu'il s'affiche à des moments précis ou en fixe (panneau sur le côté du feu ; l'exemple de gauche) pour que ce soit pour toute la durée du feu rouge.
Les feux pour piétons propres à l'Allemagne de l'Est sont représentés par un homme et une fillette.
La ville de Düsseldorf utilise — par dérogation — des feux piétons à trois phases avec une barre orange entre les piétons rouge et vert.

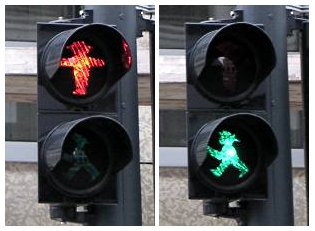
Piéton.
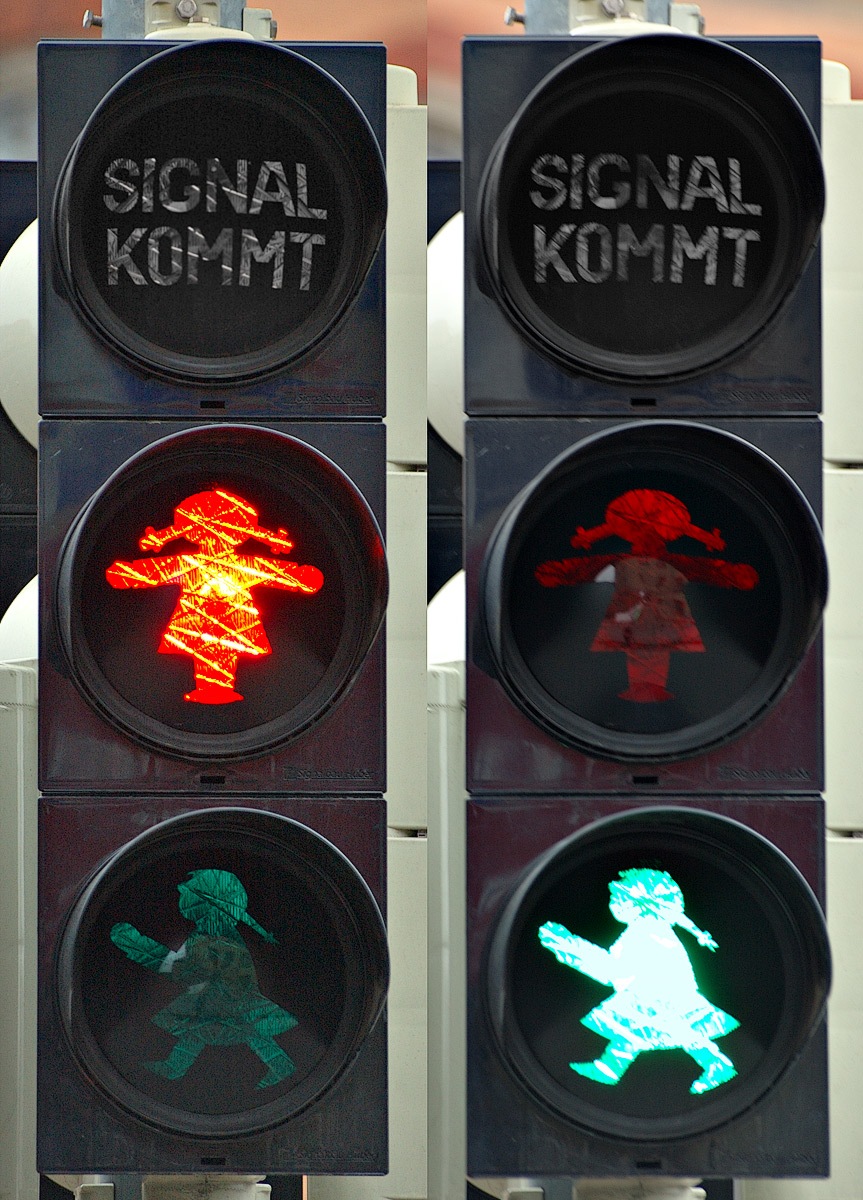
Jeune piétonne.
Les grünpfeil.
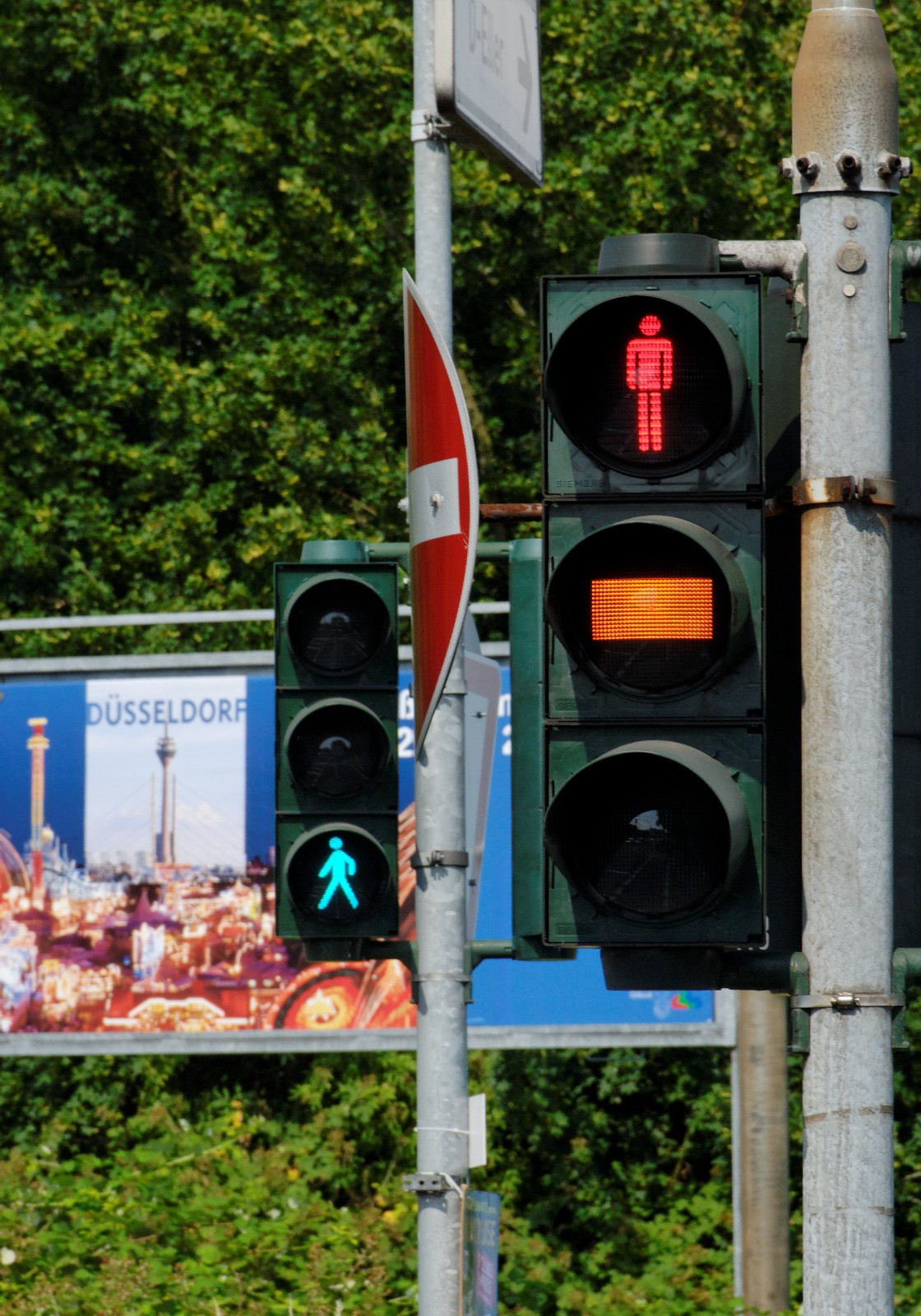
Feu piéton avec la barre orange (2009).

En Allemagne, le RiLSA (Richtlinien für Lichtsignalanlagen), guide allemand de conception des carrefours à feux, recommande un temps maximum d'attente au feu inférieur à 120 secondes, mais de seulement 60 secondes pour les piétons et les cyclistes.

### Danemark
À Copenhague, capitale du Danemark, certains feux de signalisation pour piéton possèdent un minuteur.

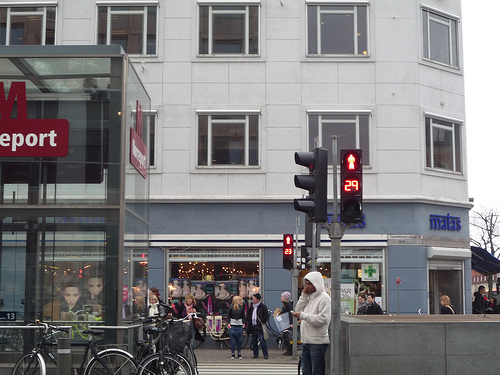
Station Nørreport à Copenhague.

### Espagne
La densité de feu rouge varie de ville en ville : Valence est la ville avec la plus forte densité de feux rouges: 1 feu pour 750 habitants, alors que Madrid et Barcelone ne compte qu'un feu par 2 700 et 2 500 habitants.
Madrid compte 1 314 feux tricolores, Barcelone en compte 1508.
Valence compte environ un millier de feux tricolores, alors que Saragosse en compte 502 et Bilbao 198.
La vitesse de traversée de rue par un piéton est cadencée à 1,3 mètre par seconde à Madrid pour la plus rapide et à 0,7 mètre par seconde à Victoria pour la plus tolérante.

### France

Les deux types de feux clignotants (les traits autour des feux signifient qu'ils clignotent).

La France compte environ 30 000 croisements équipés de feux tricolores.
Ils sont le lieu de 10 000 accidents chaque année, dont 150 mortels.
En France, les feux de signalisation lumineux et leurs conditions d'emploi sont définis dans l'instruction interministérielle sur la signalisation routière (IISR) dans sa 6e partie (article 109 à 111-1). Le Code de la route dans la section 5 (article R412-29 à R412-33) précise le comportement de l'usager devant ces feux, et les peines encourues. Les signaux sont de quatre couleurs : verts, jaunes, rouges (les feux de signalisation jaunes et rouges pouvant être clignotants) et blanc, cette dernière couleur étant réservée aux signaux pour services réguliers de transport en commun (feux R17 et R18) .
Ils sont toujours placés avant le carrefour :
Jaune clignotantinvitation à la prudence ; le passage du véhicule est autorisé, mais celui-ci doit laisser la priorité à droite, lorsque la signalisation sous le feu est absente.
Rouge clignotantutilisé pour indiquer la proximité immédiate d'un danger, comme un passage à niveau, une piste d'aérodrome, un passage de tramway ou un pont mobile.
À noter qu'en France et en Belgique le feu dit « jaune » est de couleur jaune-orangé.
Les contrôleurs de carrefour à feux sont protégés dans des armoires (qui peuvent être métalliques, en matières plastiques, etc. et de diverses couleurs). Selon l'arrêté du 18 juin 2003, tous les contrôleurs de feux tricolores doivent posséder un procès-verbal de conformité.
Depuis 2001, tous les carrefours équipés de feux tricolores doivent respecter les nouvelles normes édictées par l'instruction interministérielle du 21 juin 1991.
Dans certains villes françaises, l'autorisation conditionnelle de franchissement pour cycles est mise en œuvre.
En 2022, le législateur français introduit dans le code de la route la signalisation indiquant le temps d'attente ainsi que le temps restant pour traverser un passage piéton. À l'image des feux tricolores de chantier, elle vise à inciter les piétons à attendre quelques secondes et leur éviter de traverser au feu rouge[réf. non conforme].
Rappel de la législation en vigueur en France.

### Royaume-Uni
Comme au Danemark, au Royaume-Uni certains feux de signalisation pour piéton possèdent un minuteur.
Aussi au Royaume-Uni, à quelques passages pour piétons, les feux pour piétons ont un état quand le « petit homme vert » clignote, qui signifie que les piétons ne devraient commencer à traverser la rue, mais s'ils ont déjà commencé, ils peuvent compléter traversant la rue.

### Corée du Sud
Il y a un problème avec la zone du dilemme du feu jaune en Corée du Sud. En Corée du Sud, lorsque le feu orange est allumé, les véhicules ne peuvent pas franchir la ligne d'arrêt ni entrer dans l'intersection, même s'ils ne peuvent pas s'arrêter en toute sécurité lorsque le feu s'allume. Cela a été réaffirmé par l’arrêt de la Cour suprême de Corée en mai 2024. De nombreuses critiques ont été formulées en Corée du Sud, affirmant que cela serait irréaliste et déraisonnable. De plus, cela peut provoquer de multiples collisions dues à un freinage brusque,.

### Amérique du Nord

Au Canada: interdiction de tourner à droite au feu rouge.

Au Canada, les feux peuvent être placés soit après le carrefour, soit au centre et très rarement, avant.
Dans la plupart des États américains et des provinces canadiennes, sauf indication, il est permis mais non obligatoire de tourner à droite lorsque le feu est rouge ou orange, ainsi que de tourner à gauche, dans le cas d'une route à sens unique qui croise une autre route à sens unique vers la gauche. Seule la ville de New York l'interdit complètement sur son territoire, et le Québec l'a interdit sur le territoire de l'île de Montréal ainsi qu'aux intersections jugées dangereuses partout ailleurs. Ces endroits interdits sont indiqués par un ou deux panneaux. S'il y en a deux, c'est que le virage à droite aux feux rouge n'est interdit qu'à certains moments, qui seront alors indiqués sur ce second panneau.
Un feu vert clignotant est une indication que l'on peut effectuer un virage à gauche prioritaire. Une signalisation particulière (panneau carré vert avec écritures blanches généralement) indique la fonction du vert clignotant. Lorsque celui-ci a cessé de clignoter, on peut toujours tourner à gauche, mais le trafic en sens opposé aura alors priorité, il faudra donc lui céder le passage.

### Québec
Au Québec, le feu rouge clignotant est commun lors d'une panne. Tous les automobilistes doivent s'immobiliser avant de repartir, comme devant un panneau d'arrêt. Il est permis de tourner à droite lorsque le feu est rouge fixe, sauf indication contraire. Cela est interdit sur toute l'île de Montréal, comme l'indiquent les panneaux sur les ponts menant à l'île.
Le feu jaune clignotant signifie un danger. L'automobiliste doit alors ralentir et se préparer à immobiliser le véhicule, si nécessaire. On le retrouve surtout en milieu rural lors du croisement de deux routes.
Le feu vert clignotant signifie que le virage à gauche est prioritaire. On peut tourner à gauche quand le feu vert est fixe, mais les véhicules en sens contraire ont alors la priorité. Cette signification n'est pas uniforme dans tout le Canada. Par exemple, en Colombie-Britannique, le feu vert clignotant signifie que le piéton a la priorité pour traverser.

### Chine

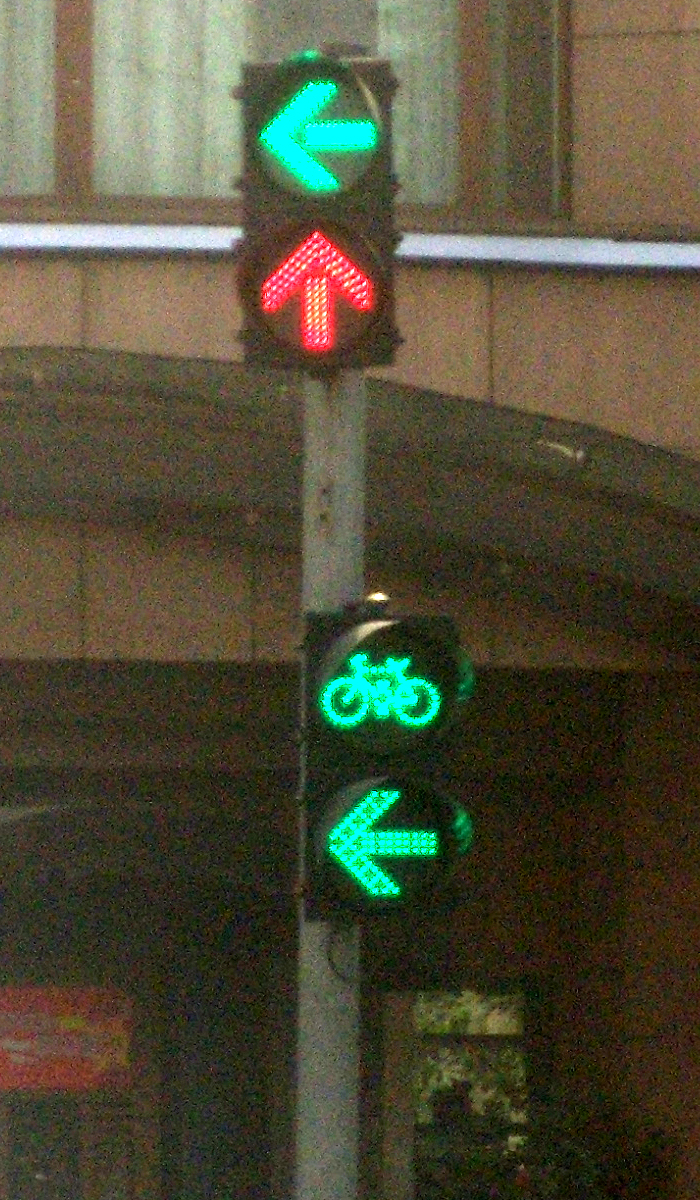
En Chine : changement intégral de couleur pour chacune des directions.

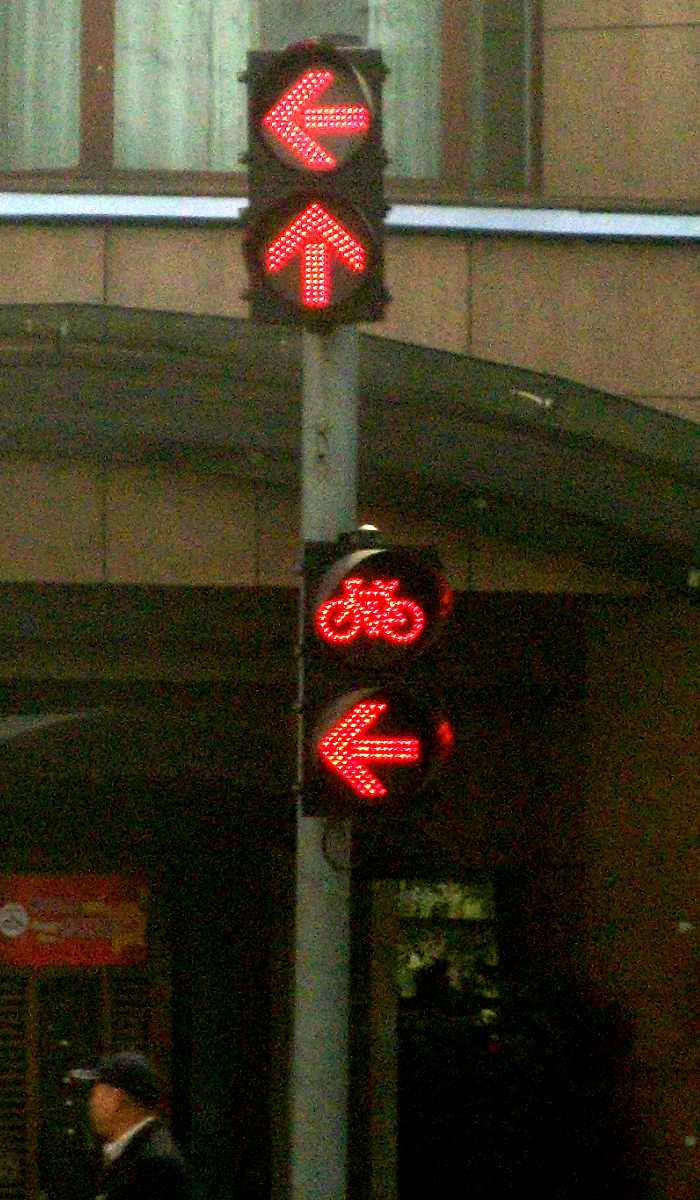
En Chine : changement intégral de couleur pour chacune des directions (rouge).

En Chine, il existe de nombreux types de feux tricolores.
Celui-ci regroupe sur un même groupe trois ensembles de feux différents (voir photo à gauche et à droite) :
- pour les automobilistes désirant aller tout droit ;
- pour les automobilistes désirant aller à gauche ;
- pour les cyclistes allant à gauche.

Ce type de feux tricolores est placé après le carrefour. Il permet un gain de place et offre un aspect esthétique dans les quartiers modernes, mais est impratique pour les daltoniens (ce qui n'a pas d'importance en Chine, où les daltoniens ne peuvent pas obtenir leur permis de conduire).
Chacune des lampes de ce feu change de couleur de façon indépendante. (cf. image de gauche)

## Accidents
La France compte 30 000 carrefours à feux où se produisent 10 000 accidents corporels par an provoquant 1 500 blessés grièvement dont 150 tués[réf. nécessaire].
Le non respect des feux est impliqué dans un tiers des accidents.
Dans le transport routier au Japon, l'Ibaraki dash est une infraction dans un croisement géré par des feux tricolores qui pour ces véhicules qui roulent à gauche consiste à tourner à droite lors du passage du feu vert, sans tenir compte du trafic frontal venant de la voie d'en face. Au Japon, 78.9% des accidents survenant à des feux tricolores surviennent lors d'un tourne-à-droite.

## Unicode
En Unicode, les feux tricolores sont symbolés par U+1F6A5 🚥 horizontal traffic light  et U+1F6A6 🚦 vertical traffic light .